# Scaevola ovalifolia
Scaevola ovalifolia är en tvåhjärtbladig växtart som beskrevs av Robert Brown. Scaevola ovalifolia ingår i släktet Scaevola och familjen Goodeniaceae. Inga underarter finns listade i Catalogue of Life.